# Agmina diriwi
Agmina diriwi là một loài Trichoptera trong họ Ecnomidae. Chúng phân bố ở miền Australasia.